# Bryum retusifolium
Bryum retusifolium är en bladmossart som beskrevs av Jules Cardot och Potier de la Varde 1923. Bryum retusifolium ingår i släktet bryummossor, och familjen Bryaceae. Inga underarter finns listade i Catalogue of Life.